# 3556 Lixiaohua
A 3556 Lixiaohua (ideiglenes jelöléssel 1964 UO) a Naprendszer kisbolygóövében található aszteroida. A Bíbor-hegyi Obszervatórium fedezte fel 1964. október 30-án.